# TAN-code
Een TAN-code (Transactie Autorisatie Nummer) is een eenmalig wachtwoord, dat door banken wordt gebruikt voor internetbankieren. De TAN-code is een nummer dat moet worden ingevoerd als accordering van de transactie.

## Nederland

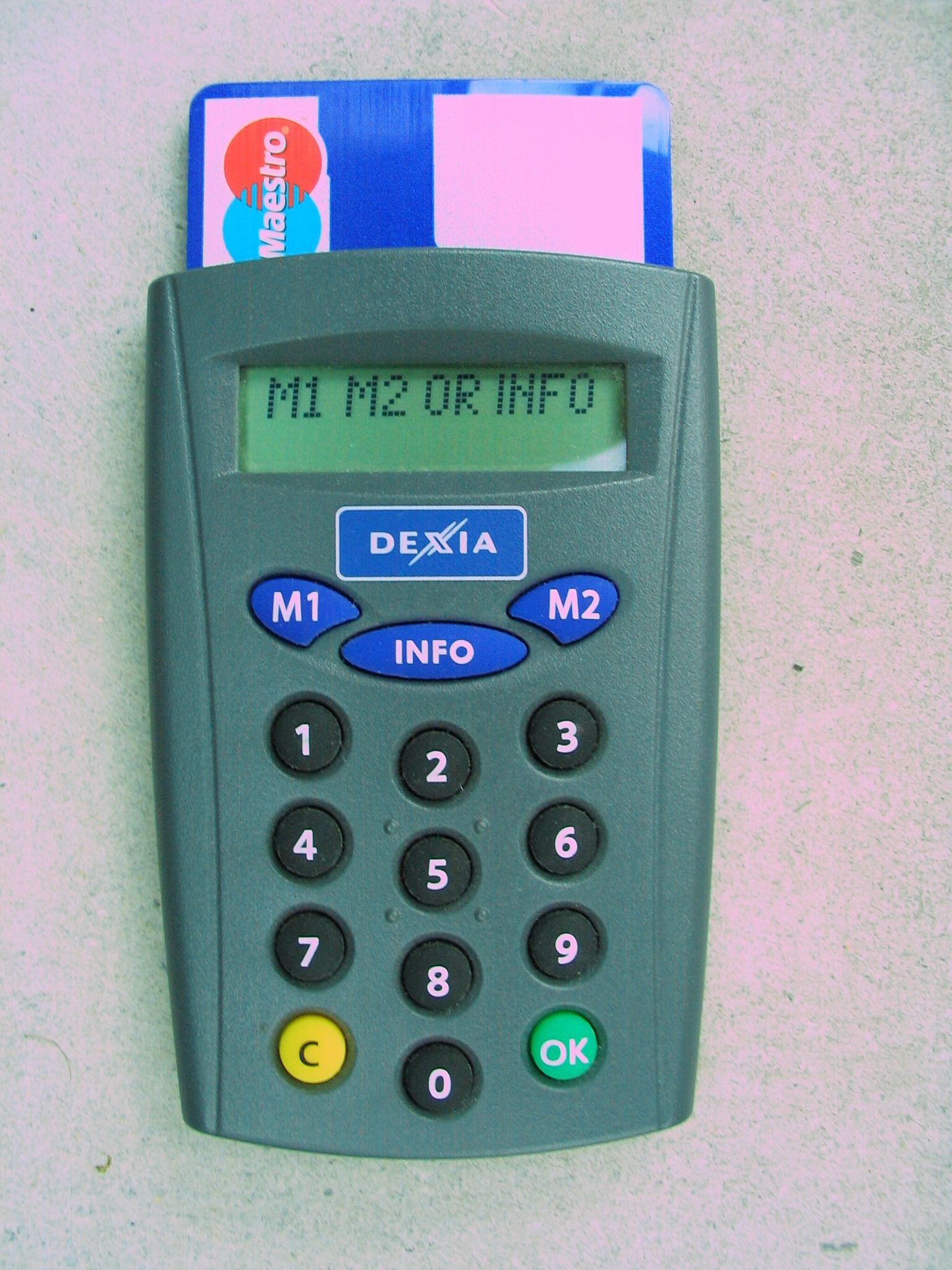
Sm@rtTAN plus-Generator

De TAN-codes werden voor het eerst gebruikt in 1986, bij de introductie van Girotel. Dat was de eerste mogelijkheid voor elektronisch bankieren bij de Postbank, later opgegaan in ING.
In Nederland wordt deze vorm van authenticatie onder andere toegepast door de ING, Akbank en Argenta. Bij de ING kon men kiezen uit twee systemen:
1. Via de mobiele telefoon in de vorm van een sms-bericht wordt steeds één TAN-code verstrekt, op het moment dat men op internet de code moet invullen.
2. Via de post wordt een papieren lijst met 100 TAN-codes toegestuurd; op internet ziet men een volgnummer waarbij op de lijst de bijbehorende TAN-code moet worden opgezocht; de TAN-codes worden eenmalig, maar niet in volgorde gebruikt. Men krijgt als ze bijna opraken een nieuwe lijst.

In januari 2018 heeft ING aangegeven de TAN-code, zowel via de papieren lijst als sms, gefaseerd door mobiel bevestigen te gaan vervangen. In plaats van het overtypen van de beveiligingscode van een papieren lijst of sms’je, kunnen klanten hun opdrachten in de Mobiel Bankieren App van ING alleen nog bevestigen met hun mobiele pin of vingerafdruk, of met een speciaal apparaatje, de ING scanner. In 2021 is de TAN-code per SMS door ING daadwerkelijk gestopt.

## Hongarije
In Hongarije wordt de TAN-code door diverse banken gebruikt, daar kent men echter alleen de uitgifte via SMS.